# 女に強くなる工夫の数々
『女に強くなる工夫の数々』（おんなにつよくなるくふうのかずかず）は、1963年製作の日本映画。

## 上映データ
| 公開日 上映時間 | 1963年（昭和38年）             | 1月15日                        | 日本                           | 99分                           |
| サイズ          | カラー                         | 東宝スコープ                   |                                |                                |
| 同時上映        | 『憂愁平野』（監督：豊田四郎） | 『憂愁平野』（監督：豊田四郎） | 『憂愁平野』（監督：豊田四郎） | 『憂愁平野』（監督：豊田四郎） |

## キャスト
- 高山伸：宝田明
- 三宅五郎：高島忠夫
- 野口等：植木等
- 須田英子：司葉子
- 小川信夫：フランキー堺
- 小川礼子：白川由美
- 三宅めぐみ：団令子
- 杉下大造：加東大介
- 杉下泰子：淡島千景
- 掛川太市：有島一郎
- 掛川良子：淡路恵子
- 杉下正子：桜井浩子
- 小川さだ：浦辺粂子
- 佐野金作：藤木悠
- 佐野松代：東郷晴子
- 中地洋子：草笛光子
- 吉野キミ子：柳川慶子
- 坂井六介：平田昭彦
- とみ代：塩沢とき
- 西村係長：伊藤久哉

## スタッフ
| 製作         | 清水雅 |
| 製作補       | 森岩雄 |
| 企画         | 藤本真澄 |
| 脚本         | 池田一朗、笠原良三 |
| 音楽         | 松井八郎 |
| 撮影         | 西垣六郎、遠藤精一 |
| 美術         | 中古智 |
| 録音         | 小沼渡、上原正直 |
| 照明         | 西川鶴三、高島利雄 |
| 編集         | 大井英史 |
| チーフ助監督 | 小松幹雄 |
| 製作担当者   | 中村茂 |
| 監督助手     | 秋山正、児玉進、渡辺邦彦、小谷承靖、高瀬昌弘、河崎義祐 |
| 撮影助手     | 鷲尾馨、黒石恒生、中村隆彦、石山正 |
| 照明助手     | 平野清久、栗山孝三郎、清水博、池田泰平、蝶谷幸士、阿久津薫、高橋保夫、細井美宏、佐藤幸次郎、大口良雄、友成富男、望月英樹、後藤一男、二見弘行、荻野安弘、三上鴻平 |
| 照明機材     | 田中勝雄、内田森三 |
| スチール     | 高木暢二 |
| 整音         | 下永尚 |
| 合成         | 泉実 |
| 音響制作     | 東宝ダビング |
| 現像         | 東京現像所 |
| 監督         | 千葉泰樹 |
| 製作         | 東宝撮影所 |
| 配給         | 東宝 |

## 併映作品
- 『憂愁平野』 : 豊田四郎監督